# Yakuin-odori (métro de Fukuoka)
Yakuin-odori (薬院大通駅, Yakuin-ōdōri-eki) est une station de la ligne Nanakuma du métro de Fukuoka. Elle est située dans l'arrondissement de Chūō à Fukuoka au Japon. Elle porte comme sous-titre Zoo & Botanical Garden (動植物園口, "Zoo et Jardin Botanique").

## Situation sur le réseau
Établie en souterrain, Yakuin-odori est située au point kilométrique (PK) 10,2 de la ligne Nanakuma. Elle est située entre la station Sakurazaka, en direction du terminus ouest Hashimoto, et la station Yakuin, en direction du terminus est Hakata.

## Histoire
La station Yakuin-odori est mise en service le 3 février 2005, lors de l'ouverture à l'exploitation des 16 stations de la ligne Nanakuma entre Tenjin-minami et Hashimoto.

## Services aux voyageurs

### Accès et accueil
La station est ouverte tous les jours.
Yakuin-odori est desservie par les rames de la ligne Nanakuma : 
- voie 1 : direction Hakata
- voie 2 : direction Hashimoto

Installations et desserte
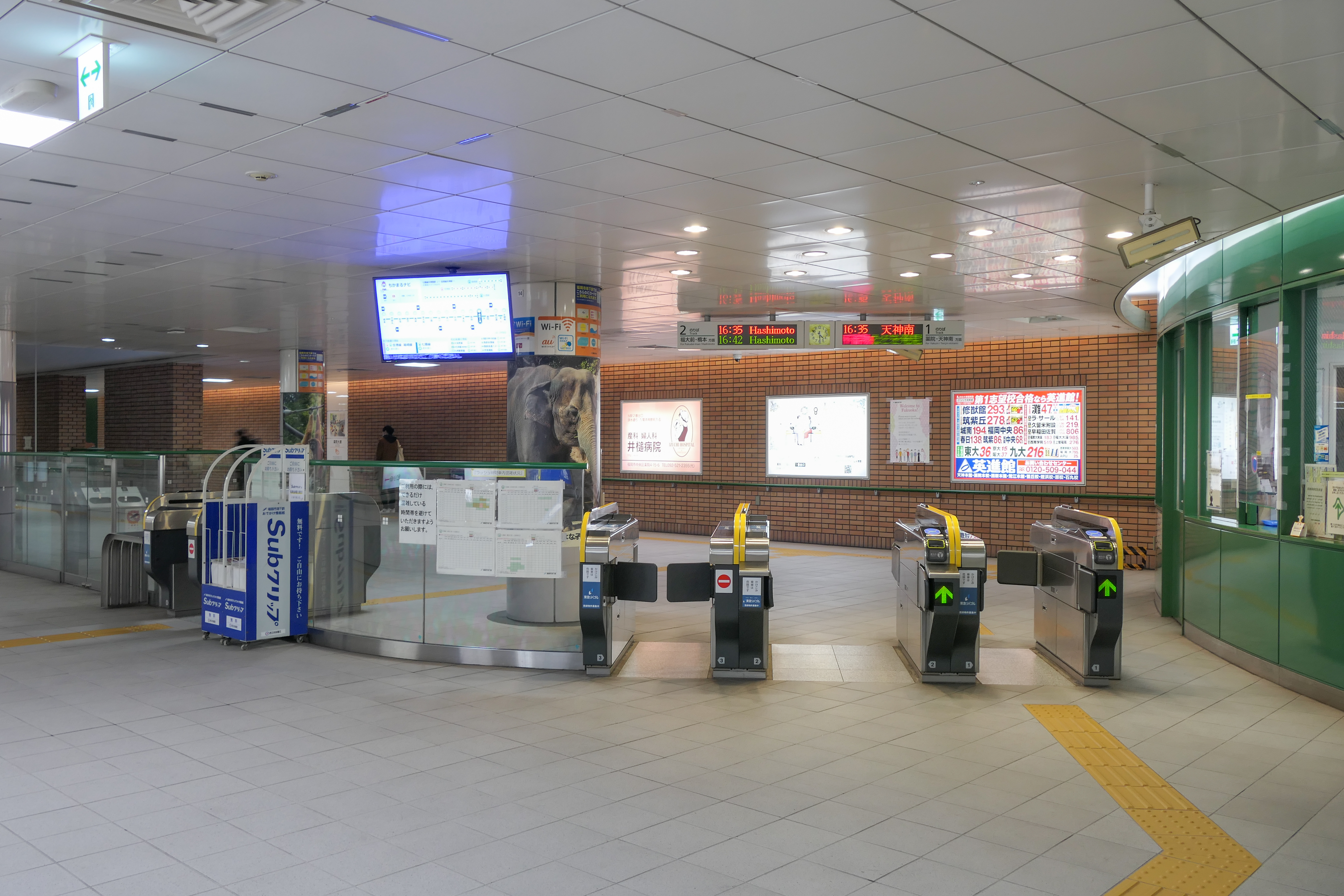
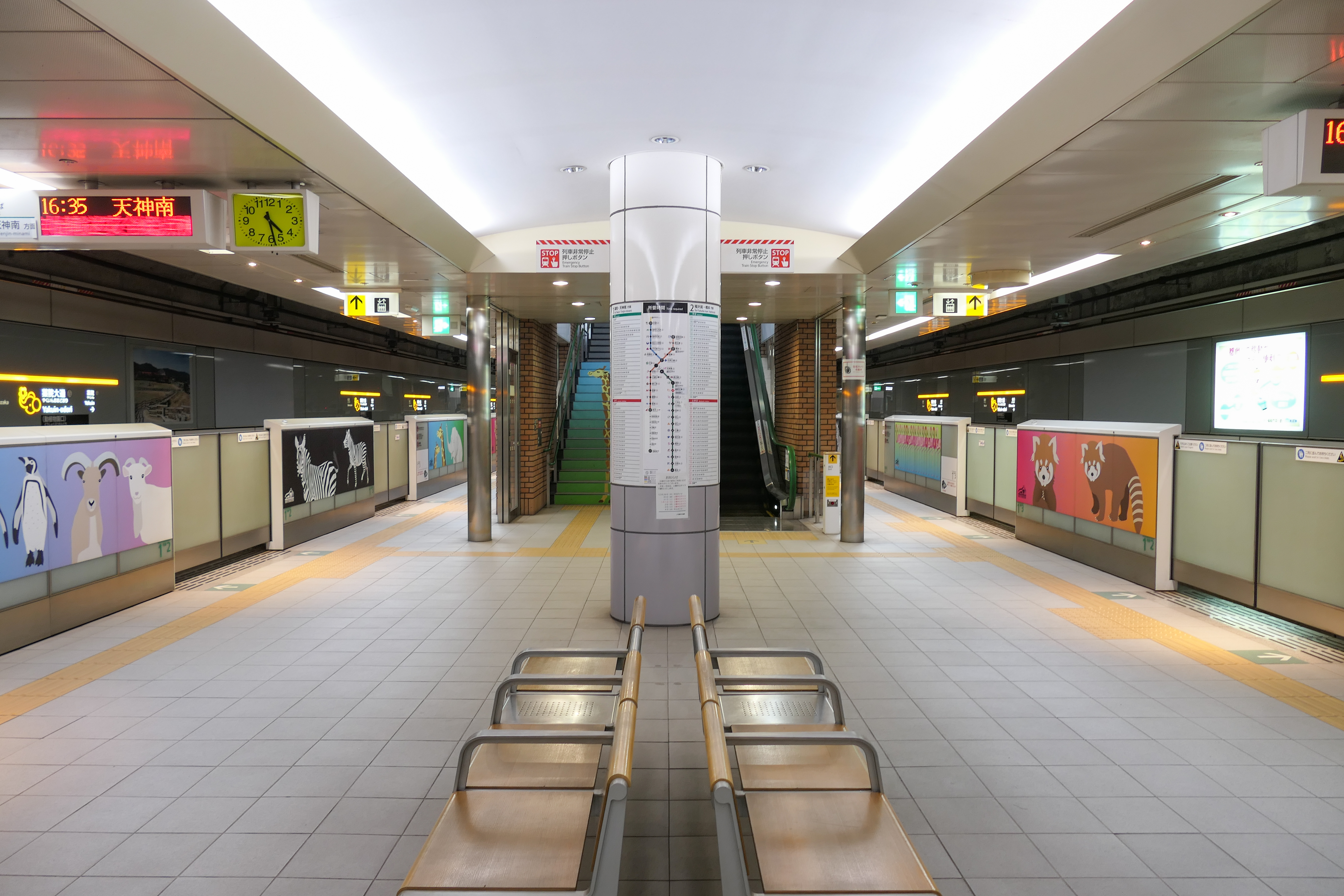

## À proximité
- Zoo municipal et jardin botanique de Fukuoka (en)